# Biệt thự Tiến sĩ Dvořák
Biệt thự Tiến sĩ Dvořák (tiếng Slovakia: Vila dr. Dvořáka) và Zuzka Zguriška tọa lạc trên Phố Mudroňova trong khu Phố cổ, thành phố Bratislava, Slovakia. Vào ngày 29 tháng 11 năm 1995, Biệt thự Tiến sĩ Dvořák được ghi danh vào Danh sách Di tích Trung ương.

## Lịch sử
Biệt thự được xây dựng vào năm 1934 và tác giả là Jindřich Merganc. Luật sư Jaroslav Dvořák và vợ ông, nhà văn nổi tiếng người Slovakia Zuzka Zguriška, theo xu hướng hiện đại nên cũng muốn có một căn biệt thự hiện đại từ vị kiến trúc sư. Sau khi thảo luận, Merganc và Klimeš đã thiết kế một tòa nhà hình lăng trụ trang nhã cho họ. Ấn tượng nhất trong ngôi biệt thự là sảnh vào được nâng cao hơn hai tầng với cửa sổ mái che ở mặt tiền chính. Biệt thự ở rìa đồi phía trên Lâu đài Bratislava với tầm nhìn lâu đài từ xa đã khiến cặp đôi hoàn toàn hài lòng.
Trong số những ngôi nhà được xây dựng trong thời kỳ Tiệp Khắc đầu tiên, ngôi biệt thự do Merganc thiết kế chiếm một vị trí nổi bật. Ngôi biệt thự này đã được Jaroslav Seifert, Vladislav Vančura, Vladimír Clementis, Jozef Chrobák, Laco Novomeský và những người khác ghé thăm.